# Benedikt Anton Aufschnaiter
Benedikt Anton Aufschnaiter   (Kitzbühel, febrer 1665 - Passau, gener 1742 (<24 de gener de 1742)) va ser un compositor austríac del barroc.
Benedikt Aufschnaiter va rebre la major part de la seva formació musical a Viena, on va viure diversos anys i va ocupar un lloc en una banda propera a la cort imperial. El 16 de gener de 1705 fou finalment nomenat pel cardenal príncep-bisbe Johann Philipp Graf Lamberg per succeir al desaparegut capellmeister Georg Muffat a la cort de Passau. Hi va morir el gener de 1742.
Aufschnaiter es va casar dues vegades; del seu segon matrimoni hi va haver un fill.
La majoria de les aproximadament 300 obres individuals d'Aufschnaiter són de naturalesa espiritual. En el seu Regulæ Fundamentales Musurgiæ enumera Giacomo Carissimi, Orlando di Lasso, Johann Caspar von Kerll i Adam Gumpeltzheimer com els seus models a seguir.

## Obres (selecció)
Escrits de teoria musical

- Regulæ Fundamentales Musurgiæ' ("Instruccions o regles fonamentals per compondre bona música")

Composicions

- Concors Discordia op. 2, Nürnberg 1695 (sechs Serenaden für Orchester)
- Dulcis Fidium Harmoniæ op. 4, Augsburg 1703 (acht vierstimmige Kirchensonaten)
- Memnon sacer ab oriente op. 5, Augsburg 1709, Vesperpsalmen
- Alaudæ V op. 6, Augsburg 1711, fünf Messen
- Aquila clangens op. 7, Passau 1719, zwölf Offertorien
- Cymbalum Davidis op. 8, Passau 1728, vier Vesperpsalmen